# Manfred Weber (Fußballspieler)
Manfred Weber (* 14. April 1944) ist ein ehemaliger deutscher Fußballspieler.

## Karriere
Weber begann mit dem Fußballspielen beim TV Kemnat und wechselte 1960 zu den Junioren der Stuttgarter Kickers. Beim Heimspiel am 8. September 1963 gegen den ESV Ingolstadt in der Regionalliga Süd gab er sein Debüt in der ersten Mannschaft der Kickers. 71 weitere Partien im Trikot der Blauen folgten.